# William Wordsworth
William Wordsworth (07 tháng 4 năm 1770 - 23 tháng 4 năm 1850) là nhà thơ lãng mạn Anh, người cùng với Samuel Taylor Coleridge khởi xướng trào lưu lãng mạn) trong văn học tiếng Anh với tác phẩm Thơ trữ tình (Lyrical Ballads, 1798). Trong làng thi ca Anh, ông được xếp ngồi chiếu trên, cùng mâm với William Shakespeare và John Milton. William Wordsworth được bầu làm Nhà thơ Hoàng gia (Poet Laureate) của Anh từ năm 1843 cho đến khi ông qua đời vào năm 1850.

## Tiểu sử
William Wordsworth sinh ngày 7 tháng 4 năm 1770 ở Cockermouth, Cumberland. Là con thứ hai trong một gia đình có năm người con. Wordsworth xuất hiện lần đầu như là một nhà thơ vào năm 1787 khi ông in một bài thơ trong Tạp chí châu Âu (The European Magazine). Cũng trong năm đó ông vào học trường Cao đẳng St John, Cambridge, chuyên ngành văn học Anh và tiếng Ý. Ông nhận bằng Cử nhân năm 1791. Trong những kỳ nghỉ ông thường đi du ngoạn ở nhiều nơi và viết trường ca Cuộc dạo chơi buổi chiều (An Evening Walk) với nhiều câu thơ tả phong cảnh thiên nhiên nổi tiếng.
Mùa hè năm 1790 ông cùng với một người bạn đi bộ dọc nước Pháp, qua Thụy Sĩ rồi sang Ý. Thời gian ở Pháp ông yêu một cô gái Pháp tên là Annette Vallon, cô gái này sinh cho ông một đứa con gái đặt tên là Caroline. William Wordsworth thừa nhận mình là cha của đứa bé nhưng từ chối việc cưới cô. Trở về Anh, ông xuất bản Cuộc dạo chơi buổi chiều cùng với một số truyện viết ở Pháp.
Năm 1794 một người bạn của William Wordsworth mất, trong di chúc, người bạn đã để lại cho ông 900 bảng. Món quà này giúp cho William Wordsworth có thể dành tất cả thời gian cho thơ ca. Từ năm 1795 đến năm 1797 ông viết bi kịch thơ Dân biên giới (The Borderers) về những xung đột giữa những người ở vùng biên Anh và Scotland. Trường ca Ngôi nhà đổ nát (The Ruined Cottage) – về số phận bất hạnh của những phụ nữ, sau đó trường ca này trở thành phần đầu của tác phẩm Chuyến tham quan (The Excursion).
Năm 1802 bá tước William Lowther chết, người thừa kế của bá tước đồng ý trả cho William Wordsworth 4000 bảng, là số tiền mà William Lowther ngày trước nợ cha của ông. Số tiền này là một tài sản lớn đối với William Wordsworth và em gái của ông, giúp cho William Wordsworth có thể cưới vợ. Tháng 8 năm 1802 William Wordsworth cùng vợ sắp cưới là Mary Hutchinson và em gái Dorothy sang Pháp thăm Annette Vallon và con gái Caroline. Tháng 10 năm ấy William Wordsworth và Mary Hutchinson làm đám cưới. Cuộc hôn nhân của họ hạnh phúc và họ có năm người con.
Năm 1843, sau cái chết của nhà thơ Robert Southey, William Wordsworth được bầu làm Nhà thơ Hoàng gia (Poet Laureate). Những năm cuối đời, mà đặc biệt sau cái chết của đứa con gái, William Wordsworth bỏ làm thơ.
William Wordsworth mất ngày 23 tháng 4 năm 1850.

## Tác phẩm chính
- Lyrical Ballads, with a Few Other Poems (1798)
  - "Simon Lee"
  - "We are Seven"
  - "Lines Written in Early Spring"
  - "Expostulation and Reply"
  - "The Tables Turned"
  - "The Thorn"
  - "Lines Composed A Few Miles above Tintern Abbey"
- Lyrical Ballads, with Other Poems (1800)
  - Preface to the Lyrical Ballads
  - "Strange fits of passion have I known"[1]
  - "She Dwelt among the Untrodden Ways"[1]
  - "Three years she grew"[1]
  - "A Slumber Did my Spirit Seal"[1]
  - "I travelled among unknown men"[1]
  - "Lucy Gray"
  - "The Two April Mornings"
  - "Nutting"
  - "The Ruined Cottage"
  - "Michael"
  - "The Kitten At Play"
- Poems, in Two Volumes (1807)
  - "Resolution and Independence"
  - "I Wandered Lonely as a Cloud" Also known as "Daffodils"
  - "My Heart Leaps Up"
  - "Ode: Intimations of Immortality"
  - "Ode to Duty"
  - "The Solitary Reaper"
  - "Elegiac Stanzas"
  - "Composed upon Westminster Bridge, ngày 3 tháng 9 năm 1802"
  - "London, 1802"
  - "The World Is Too Much with Us"
- Guide to the Lakes (1810)
- " To the Cuckoo "
- The Excursion (1814)
- Laodamia (1815, 1845)
- The Prelude (1850)

## Một số bài thơ
| The daffodils I wandered lonely as a cloud That floats on high o'er vales and hills, When all at once I saw a crowd, A host, of golden daffodils; Beside the lake, beneath the trees, Fluttering and dancing in the breeze. Continuous as the stars that shine And twinkle on the Milky Way, They stretched in never-ending line Along the margin of a bay: Ten thousand saw I at a glance, Tossing their heads in sprightly dance. The waves beside them danced, but they Out-did the sparkling waves in glee: A Poet could not but be gay, In such a jocund company: I gazed—and gazed—but little thought What wealth the show to me had brought: For oft, when on my couch I lie In vacant or in pensive mood, They flash upon that inward eye Which is the bliss of solitude; And then my heart with pleasure fills, And dances with the daffodils. Composed Upon Westminster Bridge, ngày 3 tháng 9 năm 1802 Earth has not anything to show more fair; Dull would he be of soul who could pass by A sight so touching in majesty: This city now doth', like a garment wear The beauty of the morning silent, bare, Ships, towers, domes, theatres, and temples lie Open unto the fields, and to the sky; All bright and glittering in the smokless air. Never did sun more beautifully steep In his first splendor, valley, rock, or hill; Never saw I, never felt, a calm so deep! The river glideth at his own sweet will: Dear God! The very houses seem asleep; And all that mighty heart is lying still! Yes! Thou art fair, yet be not moved To scorn the declaration, That sometimes I in thee have loved My fancy's own creation. Imagination needs must stir; Dear Maid, this truth believe, Minds that have nothing to confer Find little to perceive. Be pleased that nature made thee fit To feed my heart's devotion, By laws to which all Forms submit In sky, air, earth, and ocean. Lucy II She dwelt among the untrodden ways Beside the springs of Dove A maid whom there were none to praise And very few to love: A violet by a mossy stone Half hidden from the eye! Fair as a star, whom only one Is shining in the sky. She lived unknown, and few could know When Lucy ceased to be; But she is in her grave, and, oh, The difference to me! III I travelled among unknown men, In lands beyond the sea; Nor, England! did I know till then What love I bore to thee. Tis past, that melancholy dream! Nor will I quit thy shore A second time; for still I seem To love thee more and more. Among thy mountains did I feel The joy of my desire; And she I cherished turned her wheel Beside an English fire. Thy mornings showed, thy nights concealed The bowers where Lucy played; And thine too is the last green field That Lucy's eyes surveyed. V A slumber did my spirit seal; I had no human fears: She seemed a thing that could not feel The touch of earthly years. No motion has she now, no force; She neither hears nor sees; Rolled round in earth's diurnal course, With rocks, and stones, and trees. | Hoa thủy tiên Như đám mây, tôi thơ thẩn một mình Trôi bồng bềnh trên đồi, trên thung lũng Và bỗng nhiên nhìn thấy một đám đông Là những bông hoa thủy tiên vàng óng Bên hồ nước, dưới tán cây soi bóng Trong gió rung rinh những cánh hoa vàng. Không ngừng nghỉ như ngôi sao tỏa sáng Và lung linh, lấp lánh giữa Ngân Hà Hoa kéo dài thành dải tới mờ xa Và ngút mắt trải dài theo bờ vịnh Ngàn vạn hoa thấy tôi như chào đón Nghiêng mái đầu trong vũ điệu của hoa. Những con sóng cũng mừng vui hớn hở Nhưng với hoa đâu có thể sánh bằng Và khi trong những niềm vui như thế Tâm hồn nhà thơ như muốn lặng ngừng Tôi nhìn tất cả và tôi suy nghĩ Cõi trần gian thật kỳ diệu khác thường. Rất thường xuyên những khi nghỉ trên giường Khi tâm trạng trầm ngâm, khi trống vắng Những bông hoa trong lòng tôi hồi tưởng Và nhảy múa cùng hạnh phúc cô đơn Thì con tim lại rộn ràng vui sướng Hòa nhịp chân cùng vũ điệu thủy tiên. Viết trên cầu Westminster 3 tháng 9 năm 1802 Thế gian này chẳng có gì đẹp hơn Người qua đường biết làm sao hờ hững Trước cảnh tượng uy nghi và hoành tráng Thành phố tôi khoác bộ cánh cho mình. Vẻ đẹp buổi sáng tinh khôi, lặng lẽ Tàu, tháp, đền thờ, nhà hát, mái vòm Như chìm đắm giữa đồng ruộng, trời xanh Tất cả lấp lánh trong bầu không khí. Không nơi nào ánh bình minh đẹp thế Thung lũng, núi đồi trong ánh sáng đầu tiên Vẻ lặng sâu tôi chưa từng cảm thấy! Con sông thì thầm, ơi con sông chảy Những ngôi nhà như đang ngủ mơ màng Và cây cầu đồ sộ vẫn nằm yên. Em đẹp lắm, nhưng mà em hãy nhớ Hãy lắng nghe sự thừa nhận của anh: Chuyện anh đã từng yêu em một thuở Đấy là anh yêu tưởng tượng của mình. Trời bạn tặng cho ta óc tưởng tượng Em hãy tin rằng như vậy, em yêu Nếu lý trí không sẵn sàng tiếp nhận Quả thực anh không biết phải làm sao. Theo những gì mà thiên nhiên ban tặng Để gợi lòng tôn kính ở nơi anh Sống theo luật mà bao nhiêu thứ vẫn Như biển, trời, như không khí, đại dương. Lucy II Nàng ở nơi hẻo lánh Gần cạnh bên bờ sông Chẳng có ai biết đến Và ít kẻ yêu nàng. Hoa tím khuất bên đá Chẳng có ánh mắt nhìn Sao giữa trời đơn lẻ Thì sao sáng lung linh. Nàng đã sống cô đơn Và con đường đi hết Giờ về nơi suối vàng Cho tôi điều khác biệt. III Giữa những người xa lạ Giờ ở chốn xa xôi Nước Anh ơi, tôi sẽ Giữ tình yêu của Người. Qua giấc mơ sầu muộn Tôi sẽ không giã từ Người, là nơi bờ bến Càng yêu Người hơn xưa. Nơi đó, dưới ngọn đồi Mà ngày xưa cô gái Bên bếp lửa của Người Đã từng ngồi dệt vải. Ngày vỗ về, đêm giấu Khu vườn của Lucy Và đâu đây vẫn thấy Đôi mắt của Lucy. V Tôi trong cơn mơ màng Không điều chi lo lắng. Nàng giờ không cảm nhận Luân chuyển của tháng năm. Nàng yên nghỉ muôn đời Không nghe và không thấy Đá phiến và cây cối Trong vòng quay đất trời. Bản dịch của Hồ Thượng Tuy |